# 變色雙珠螺
變色雙珠螺（学名：Mastonia funebris）为左錐螺科雙珠螺屬下的一个种。